# كاميرون ماكننيس
كاميرون ماكننيس (بالإنجليزية: Cameron McInnes)‏ هو لاعب دوري الرغبي أسترالي، ولد في 1 فبراير 1994 في سيدني في أستراليا.